# Ludovic Russ junior
Ludovic Russ junior (n. 28 aprilie 1849, Iași – d. 31 ianuarie 1911, Iași) a fost un medic român, medic primar la Spitalul „Sf. Spiridon” din Iași, epitrop al Spitalului de copii „Caritatea”, medic diriginte al Stațiunii balneare Slănic Moldova și profesor de clinică medicală la Facultatea de Medicină din Iași.

## Biografie
Ludovic Russ junior s-a născut la Iași, tatăl său fiind Ludovic Russ senior, profesor de chirurgie la Facultatea de Medicină din Iași. A studiat medicina la Facultatea de Medicină din Viena (1874) după care s-a întors în țară și a activat ca medic comunal în Iași, până în 1887. Între 1875 - 1881 a fost medic secundar la Secția chirurgicală a Spitalului „Sf. Spiridon”, în 1881 fiind numit medic primar la Secția medicală a aceluiași spital. În 1886 devine medic inspector la Slănic Moldova, contribuind la recunoașterea efectelor terapeutice ale apelor minerale ale acestei stațiunii balneare. Între 1882-1911 Ludovic Russ junior a fost profesor de Clinică medicală la Facultatea de Medicină din Iași. Ca epitrop al Spitalului de copii „Caritatea” din Iași a contribuit la dezvoltarea acestuia, sub conducerea sa spitalul mutându-se într-un local propriu.
Ludovic Russ junior a fost membru al Societății de Medici și Naturaliști din Iași, fiind ales președinte între anii 1903-1904.
A participat, alături de tatăl său, la Războiul de Independență din 1877, fiind locotenent, medic de batalion și șef al ambulanței Diviziei a IV-a, calitate în care a participat la luptele pentru cucerirea Griviței și Plevnei.

## Ordine și decorații
Ludovic Russ junior a fost decorat cu următoarele ordine și medalii românești și rusești:
- Medalia Apărătorii Independenței
- Crucea Trecerea Dunării
- |Ordinul Sfânta Ana de clasa III
- Ordinul Sfântul Stanislas⁠(en)[traduceți]